# Marga Faulstich
Marga Faulstich (* 16. Juni 1915 in Weimar; † 1. Februar 1998 in Mainz) war eine deutsche Chemikerin. Sie arbeitete 44 Jahre lang für die Schott-Glaswerke und entwickelte in dieser Zeit über 300 Typen optischer Gläser. In dieser Zeit reichte sie rund 40 Patente ein. Sie war außerdem die erste weibliche Führungskraft bei Schott-Glas in Mainz.

## Leben und Werk
Marga Faulstich wurde in Weimar als eines von drei Kindern geboren. Ihr Vater war Bürovorsteher und ihre Mutter Sekretärin. Aus beruflichen Gründen zog die Familie 1922 nach Jena, wo Faulstich das Reformrealgymnasium besuchte. Nach ihrem Abitur 1935 begann sie bei dem Glasmacher Walter Geffcken eine Ausbildung als wissenschaftliche Hilfskraft im Glaswerk Schott, einem der führenden Hersteller optischer und technischer Spezialgläser in Europa. Faulstich machte schnell Karriere: von der Hilfskraft zur Laborantin, wissenschaftlichen Assistentin und schließlich zur Wissenschaftlerin. In ihren ersten Jahren arbeitete sie an der Entwicklung der dünnen Schichten mit; 1939 reichte die Forschergruppe das erste Patent ein. Die damals begonnene Grundlagenforschung wird seitdem für Sonnenbrillen, entspiegelte Brillengläser und für Glasfassaden verwendet.
Zum 1. Juni 1937, mit fast 22 Jahren, trat sie der NSDAP bei (Mitgliedsnummer 3.924.675). Ihr Verlobter starb im Zweiten Weltkrieg und von da an konzentrierte sie sich nur noch auf ihre Karriere. Ab 1942 studierte sie berufsbegleitend Chemie. Dieses Studium konnte sie nicht zu Ende bringen, da sich die Situation nach dem Krieg grundlegend verändert hatte. Jena gehörte zur sowjetischen Besatzungszone. In Jena war jedoch die fortschrittlichste Glasmacherkunst der Welt angesiedelt und die westlichen Alliierten wollten dieses Know-how für ihre eigenen Länder nutzen. Deshalb wurden 41 Spezialisten und Führungskräfte von Schott in die amerikanische Besatzungszone gebracht, darunter auch Marga Faulstich. Sie durfte Mutter und Schwester mitnehmen. Der Vater war noch in Kriegsgefangenschaft und kam später nach. Die Schott-Leute wohnten in provisorischen Baracken, zu Forschungszwecken entstand dann 1949 in Landshut ein neues Forschungslabor.
Nachdem 1949 zwei deutsche Staaten gegründet wurden und das Werk in Jena 1948 enteignet worden war, verhandelte der Unternehmer Erich Schott mit der Stadtverwaltung Mainz über die Neuansiedlung des Glaswerks Schott & Gen. Im Ergebnis konnte auf der Industriehalbinsel Ingelheimer Aue, am Rande der Mainzer Neustadt, auf dem ehemaligen Gelände des Mainzer Schlachthofes, im Juni der erste Spatenstich vollzogen werden. Das neue moderne Glaswerk nahm am 10. Mai 1952 die Produktion in der Optikhütte auf.
Hier konnte sich Marga Faulstich der Forschung und Entwicklung neuer optischer Gläser, insbesondere für Objektive an Mikroskopen und Ferngläsern widmen. Sie war an der Entwicklung von über 300 Typen beteiligt. Fast 40 Patente tragen ihren Namen. Neben ihrer Forschung leitete sie 16 Jahre lang eine Tiegelschmelze.
Internationale Anerkennung bekam Marga Faulstich für die Erfindung des Leichtgewichts-Brillenglases Schwerflint 64 (SF 64), für die sie 1973 mit der IR-100-Medaille der Industrial Research Incorporation in Chicago als eine der hundert wichtigsten technischen Innovationen des Jahres ausgezeichnet wurde.
1979 trat sie nach 44 Jahren Tätigkeit bei Schott in den Ruhestand. Die folgenden Jahre verbrachte sie mit Reisen in alle Welt, hielt aber auch immer noch Vorträge und Referate auf Glas-Kongressen. Mit 82 Jahren starb sie in Mainz.

## Ehrungen
- Am 19. November 2015 wurde eine Erschließungsstraße im Kieler Stadtteil Wellsee nach der Chemikerin benannt.[4]
- Ebenfalls im Jahr 2015 vergab die Bezirksverordnetenversammlung des Berliner Bezirks Marzahn-Hellersdorf den Namen Marga Faulstich an eine der neuen Straße im Technologiepark Clean-Tech-Businesspark.[5]
- Am 16. Juni 2018 widmete ihr Google zu Ehren ihres 103. Geburtstages ein Google Doodle.[6]